# 2477 Biryukov
2477 Biryukov è un asteroide della fascia principale. Scoperto nel 1977, presenta un'orbita caratterizzata da un semiasse maggiore pari a 2,5591472 UA e da un'eccentricità di 0,1502485, inclinata di 6,08979° rispetto all'eclittica.
L'asteroide è dedicato allo scrittore russo Nikolaj Zotovič Birjukov.